# Luděk Vyskočil
Luděk Vyskočil (* 27. června 1968) je bývalý český fotbalista, útočník.

## Fotbalová kariéra
Hrál za FC Vítkovice, Duklu Praha, FK Viktoria Žižkov, SK Dynamo České Budějovice, 1. FK Příbram, SK Slavia Praha a FK Jablonec. Se Slávií získal v roce 1996 ligový titul. V české lize nastoupil v 72 utkáních a dal 16 gólů.

## Ligová bilance
| Ročník                          | Zápasy | Góly | Klub                       |
| ------------------------------- | ------ | ---- | -------------------------- |
| 1. česká fotbalová liga 1993/94 | 9      | 3    | FK Viktoria Žižkov         |
| 1. česká fotbalová liga 1994/95 | 16     | 3    | SK Dynamo České Budějovice |
| 1. česká fotbalová liga 1995/96 | 3      | 0    | SK Slavia Praha            |
| Gambrinus liga 1997/98          | 19     | 3    | FC Dukla                   |
| Gambrinus liga 1998/99          | 15     | 7    | FC Dukla Příbram           |
| Gambrinus liga 1999/00          | 6      | 0    | FC Dukla Příbram           |
| Gambrinus liga 1999/00          | 4      | 0    | FK Jablonec                |
| CELKEM                          | 72     | 16   |                            |